# Sigwin (Cammin)
Sigwin, auch Siegwin († 1219), war ein römisch-katholischer Geistlicher in Pommern, von 1191 bis 1219 Bischof von Cammin.
Sigwin erscheint erstmals als Diakon in Cammin in einer Urkunde aus dem Jahre 1187.
Im Jahre 1191 wurde Sigwin, nach dem Tod von Bischof Siegfried I., zum Bischof von Cammin gewählt. Die Wahl erfolgte vermutlich durch das im Jahre 1175 gegründete Camminer Domkapitel, dem Herzog Kasimir I. von Pommern die freie Wahl des Bischofs verliehen hatte.
Während Bischof Sigwins Amtszeit kam es zu Auseinandersetzungen um die Exemtion des Bistums Cammin, also seine Unterstellung unmittelbar unter den Papst statt unter einen Erzbischof. Zwar hatte noch im Jahre 1188 Papst Clemens III. die Exemtion bestätigt. Doch bemühten sich das benachbarte Erzbistum Magdeburg und das ebenfalls benachbarte Erzbistum Gnesen, das Bistum Cammin in ihre jeweilige Kirchenprovinz einzugliedern. Zeitweise hatten sie auch in Rom Erfolg: Im Jahre 1207 forderte Papst Innozenz III. Bischof Sigwin auf, dem Gnesener Erzbischof Heinrich I. Kietlitz gehorsam zu sein, im Jahre 1216 verlangte derselbe Papst von ihm Gehorsam gegenüber dem Magdeburger Erzbischof. Erst Papst Honorius III. erkannte wieder die Exemtion des Bistums Cammin an.
Im Jahre 1219 erlaubte Papst Honorius III. Bischof Sigwin, aus gesundheitlichen Gründen sein Amt niederzulegen. Doch starb Sigwin noch im gleichen Jahr. Er wurde im Camminer Dom beigesetzt. Zu seinem Nachfolger wurde ebenfalls im gleichen Jahr Konrad II. gewählt.